# Théoden
Théoden je namišljena oseba iz Tolkienove trilogije Gospodar prstanov. Je eden pomembnejših stranskih likov, ki nastopa v romanih Stolpa in Kraljeva vrnitev kot rohanski kralj, ki na koncu umre v vojni za Srednji svet, kjer ga je umoril krilati nazgul, ki je padel v boju proti Theodenovi nečakinji Eowin. 
V Jacksonovi filmski trilogiji ga je upodobil angleški igralec Bernard Hill.